# Paare (Kurzfilmreihe)
Paare ist eine komödiantische Kurzfilmreihe, produziert von 2015 bis 2017 für den deutsch-französischen Fernsehsender ARTE. In drei Staffeln werden Paare in einer Therapie-Sitzung gezeigt; jede Staffel umfasst zehn Folgen, deren Länge zwischen drei und fünf Minuten variiert. Regie führten Johann Buchholz (29 Episoden, 2015–2017) und Tiphaine Donà (3 Episoden, 2016/17).

## Plot
Paare versuchen, Probleme in ihrer Beziehung in einer oder mehreren Therapiesitzungen zu lösen. Dabei interagieren die Schauspieler direkt mit der Kamera, die den Standpunkt des Therapeuten repräsentiert. Der Therapeut bleibt allerdings stumm: Die Partner sprechen im Monolog oder Dialog mehr miteinander als mit dem Therapeuten, auch wenn er hin und wieder direkt adressiert wird. Einige Paare treten öfter auf, einige Patienten kommen über die Zeit mit verschiedenen Partnern in die Sitzungen, so dass die jeweilige Entwicklung verfolgt werden kann.

## Besonderheiten
Die Folgen tragen die realen Schauspieler-Namen im Titel, obwohl ganz offensichtlich Kunstfiguren dargestellt werden. Mit Ninon Held und Uwe Bohm treten zwei Schauspieler in Folge 8 der 1. Staffel gemeinsam auf, die auch im realen Leben ein Paar sind.
Die Figuren sprechen sich nicht mit Namen an. Allerdings hält Devid Striesow im Fall 24 das Handy in die Kamera mit den Worten: „Das ist er“, und im Display kann man den Namen „Samuel“ lesen, womit offensichtlich sein Serienpartner Samuel Finzi gemeint ist.

## Episodenliste

### Staffel 1
| Fall-Nr. | Episode in der Staffel | Personen                             | Anmerkungen                                    |
| -------- | ---------------------- | ------------------------------------ | ---------------------------------------------- |
| 1        | 1                      | Friederike Kempter & Mehdi Nebbou    |                                                |
| 2        | 2                      | Jana Klinge & Mirko Lang             |                                                |
| 3        | 3                      | Samuel Finzi & Marc Haselbach        |                                                |
| 4        | 4                      | Melika Foroutan & Dominique Horwitz  |                                                |
| 5        | 5                      | Katja Riemann & David Kross          |                                                |
| 6        | 6                      | Nora Tschirner & Erik Lautenschläger | Tom Krimi sitzt als Dritter mit auf der Couch. |
| 7        | 7                      | Heike Makatsch & Fahri Yardim        |                                                |
| 8        | 8                      | Ninon Bohm & Uwe Bohm                |                                                |
| 9        | 9                      | Sibel Kekilli & Christian Ulmen      |                                                |
| 10       | 10                     | Elisabeth Schwarz & Hartmut Becker   |                                                |

### Staffel 2
| Fall-Nr. | Episode in der Staffel | Personen                             | Anmerkungen |
| -------- | ---------------------- | ------------------------------------ | --- |
| 11       | 1                      | Friederike Kempter & Mehdi Nebbou    | |
| 12       | 2                      | Samuel Finzi & Devid Striesow        | |
| 13       | 3                      | Sibel Kekilli & Christian Ulmen      | |
| 14       | 4                      | Tijan Marei & Paul Lux               | |
| 15       | 5                      | Nora Tschirner & Erik Lautenschläger | Auch hier sind wieder zwei Männer auf der Couch dabei, allerdings wird Erik Lautenschläger im Abspann nicht genannt, dafür aber Mirko Lang und Marc Rissmann. |
| 16       | 6                      | Heike Makatsch & Fahri Yardim        | |
| 17       | 7                      | Janette Hain & Til Schweiger         | |
| 18       | 8                      | Aylin Tezel & Kostja Ullmann         | |
| 19       | 9                      | Katja Riemann & David Kross          | |
| 20       | 10                     | Sibel Kekilli & Anna Brüggemann      | |

### Staffel 3
| Fall-Nr. | Episode in der Staffel | Personen                                | Orte               | Anmerkungen |
| -------- | ---------------------- | --------------------------------------- | ------------------ | --- |
| 21       | 1                      | Friederike Kempter & Mehdi Nebou        | Paris – Berlin     | |
| 22       | 2                      | Hannah Hoekstra & Louis Hofmann         | Amsterdam – Berlin | |
| 23       | 3                      | Christian Ulmen & Fritzi Haberlandt     | Mallorca           | |
| 24       | 4                      | Samuel Finzi & Devid Striesow           | Madrid             | Es wird nur ein Ort genannt, obwohl Samuel Finzi offensichtlich an einem anderen Ort ist. |
| 25       | 5                      | Violetta Schurawlow & Heiner Lauterbach | München – Moskau   | |
| 26       | 6                      | Karin Franz Körlof & Edward Hogg        | London – Stockholm | Die Schauspieler sprechen Englisch und werden in Deutsch untertitelt. |
| 27       | 7                      | Marusa Majer & Alessandro Borghi: Roma  | Rom                | Die Schauspieler sprechen Englisch und werden in Deutsch untertitelt. |
| 28       | 8                      | Hotel Berlin                            | Berlin             | Dies ist die einzige Folge in der Staffel, in der der Titel der Folge nicht aus den Namen der Schauspieler besteht. Sofia Wichlacz wird von Lina Rabea Mohr synchronisiert und Tudor Aaron Istodor von Armin Schlagwein. |
| 29       | 9                      | Esben Smed & Elina Vaska                | Kopenhagen – Riga  | Die Schauspieler sprechen Englisch und werden in Deutsch untertitelt. |
| 30       | 10                     | Victoria Gerra & Sibel Kekilli          | Lissabon – Hamburg | |